# Jequiá da Praia
Jequiá da Praia est une municipalité brésilienne dans l'État de l'Alagoas.